# Malacoctenus africanus
Malacoctenus africanus är en fiskart som beskrevs av Cadenat, 1951. Malacoctenus africanus ingår i släktet Malacoctenus och familjen Labrisomidae. Inga underarter finns listade i Catalogue of Life.